# Тобокбва
Тобокбва (*кит.: 思卜發, бірм. သိုပုတ်ဘွားာ; д/н — 1465) — 10-й володар держави Муанг Мао у 1450—1461 роках. У китайців відомий як Сі Буфа.

## Життєпис
Син саофа Сонганпа.  Шанське ім'я не відоме. Брав участь у військових кампаніях батько проти імперії Мін у 1440-х роках. Після полону брата Сакіпа 1450 року шанська знать обирає його новим саофа Муанг Мао. З огляду на неможливість відвоювати область в резиденціями переніс ставку до Могн'їну. На противагу йому мінська адміністрація надала землі в захопленому Муанг Мао братові Тобокбви — Сі Луфа.
Протягом наступних 11 років час від часу боровся проти свого брата та китайських залог, але фактично не мав жодного успіху. 1452 року намагався замиритися з Мін, втім марно. Водночас перетворив князівство Могн'їн на нове володіння свого роду. Втім у 1454 року отримав дипломатичну допомогу від мінського уряду, коли царство Ава гготувала напад на його володіння. 1456 року сплатити данину Мін (фактично за князівство Могн'їн).
Помер 1461 року. Йому спадкував син Тоханбва.